# 陳冠齊
陳冠齊（1992年4月17日—2017年6月10日），臺灣臺中市豐原區人，太陽花學運、環境保育、性別平等運動人物，在擔任金馬獎名導齊柏林代表作《看見台灣》續集《看見台灣II》拍攝助手時，於2017年凌天航空直升機事故意外中喪生。

## 生平
陳冠齊住於臺中市豐原區，母親為花蓮縣玉里鎮人。2010年畢業於臺中二中後就讀國立東華大學英美語文學系，並與花蓮的外祖母同住。
學生時代就很投入藝術創作的陳冠齊，曾參與系上戲劇演出，對攝影、舞台劇都很有興趣，並曾任系學會會長。系上教師王君琦稱讚他對台灣有無比深厚的感情，舉例如大一時用英文作了國光石化的報告、大三時參與太陽花學運並拍攝《我們都來了：太陽花學運現場隨機訪問》、參加324反核、年底又製作《2013年，你過得好嗎？》。《2013年，你過得好嗎？》該影片剪輯2013年各種社會運動現場畫面，包括臺灣反核運動、大埔事件等。後來還參加性平運動，而延畢一年。大學畢業後在臺中市政府文化局表演藝術科擔任文化替代役。2016年開始加入齊柏林團隊，陳冠齊曾說自己很幸運，很珍惜這個機會。
2017年6月10日，隨齊柏林執行空拍作業，在經過玉里鎮上空時，陳冠齊特別以手機拍下客城鐵路橋傳給母親；還分享花東縱谷俯瞰照給在花東縱谷國家風景區管理處工作的大學同學。墜機地為花蓮縣豐濱鄉大港口118號協進農場。剛好前往執勤的花蓮縣消防局勤務中心曾姓消防隊員是陳冠齊的舅舅。

## 身後
中華民國國防部為感念齊柏林，於花蓮縣政府建議下協助以C-130運輸機運送齊柏林、陳冠齊及張志光等三人遺體返回臺北。臺中市政府文化局表藝科科長蕭靜萍回憶陳冠齊總笑臉迎人、做事情很有效率，除協助會議與大型活動處理事務，攝影技巧也純熟，常支援記者會與活動拍照，退役之後也曾返回臺中市大墩文化中心探視。他的影片與攝影作品已被收納在臺中學資料庫裡。
陳冠齊的妹妹陳映汝，在手臂刺上照相機和紫荊花，相機象徵的是一邊參與社運，一邊紀錄台灣的哥哥，紫荊花被用來比擬親情。
2017年6月11日凌晨，陳冠齊的大學同學以花東縱谷國家風景區管理處Facebook粉絲專頁社群編輯的身分，在該專頁上發布失事前不久，陳冠齊經過卑南溪畔上空時所拍攝，並分享給他的照片，同時發表文章為其悼念。他在文中表示：「希望陳冠齊這個名字，不僅是齊柏林導演的助手，而是因為他是一個為這片土地努力，熱愛土地的青年而被記得的名字」。
2018年9月1日，國際非政府組織中心，在霧峰區光復新村舉辦名為「齊心齊飛．平安台灣 陳冠齊紀念攝影展」的攝影展，展出陳冠齊生200件生活照片與攝影作品，分別為空拍攝影、生活記事與社會參與區，有12張首度曝光的獨家空拍照片，是陳冠齊參與《看見台灣II》紀錄片時所拍攝的作品。

## 作品
- 微電影《妮》[2]
- 紀錄片《2013年，你過得好嗎？》
- 紀錄片《我們都來了：太陽花學運現場隨機訪問》
- 紀錄片《仿聲鳥計畫：524花蓮舊鐵道》